# 吳德美
吳德美（1947年11月23日—2015年12月6日），台灣企業家、政治人物，高雄市人，朱安雄之妻。中國國民黨籍，曾擔任高雄市議員，後在高雄市（南區）當選為第一屆第四、五、六次增額立法委員及第二屆立法委員

## 生平
因涉及安鋒集團業務侵占、逃漏稅等罪，判處有期徒刑八年六月定讞，2009年4月17日入獄。
患有糖尿病、心臟疾病，在2013年獲准保外就醫後，長居家中。2015年12月6日過世，享年68歲。

## 家庭
- 其夫前高雄市議員朱安雄因2002年高雄市議會議長選舉賄選案，於2003年9月25日經中華民國最高法院判刑一年十個月定讞，隨後逃亡海外。
- 長子朱挺介，曾在英國劍橋大學擔任教職，曾在2004年參選立委失利。
- 長女朱挺珊，曾擔任2009年世界運動會籌備委員會行銷公關部執行秘書。
- 次女朱挺玗，於2006年中華民國直轄市市長暨市議員選舉當選高雄市第五選區市議員，於2008年4月15日經高雄高分院判決選舉期間涉嫌賄選而當選無效定讞，隨即辭去市議員職位。學歷：東北大學 (美國)管理、金融雙學士，英國史崔克萊大學商業管理學院碩士班結業，國立中山大學公共政策碩士。[7]。現為高雄知名餐廳海裕屋負責人，並經營匯永實業股份有限公司[8]。